# Raymond Sock
Raymond Claudius Sock (* 5. Juni 1946 in Britisch-Gambia) ist ein gambischer Jurist und Politiker.

## Leben
Sock ging von 1965 bis 1968 auf das Lewis and Clark College in Portland in den Vereinigten Staaten und erwarb den Bachelor of Arts in Englisch. Das „Certificate in Communication“ erwarb er auf der Fordham University 1966 und von 1968 bis 1970 den Master of Arts im Bereich englische Literatur auf der Pennsylvania State University, den Barrister at Law auf dem Inns of Court School of Law in London von 1975 bis 1978. Das „Certificate in Legislative Drafting“ erwarb er 1980 auf dem „Australian Legislative Drafting Institute“.
Nach verschiedenen Anstellungen war Sock unter anderem 1990 bis 1995 der erste Vorstand des African Centre for Democracy and Human Rights Studies, Nachfolgerin wurde 1994 Zoe Mumbi Tembo.
Im März 2005 wurde er unter Präsident Yahya Jammeh als Minister für Justiz und Generalstaatsanwalt (englisch Attorney General and Secretary of State for Justice) der Republik Gambia ins Kabinett berufen und legte am 31. März den Amtseid ab. Sock war nur wenige Monate im Amt und wurde von Sheikh Tijan Hydara abgelöst.
2009 spielte er eine entscheidende Rolle in der Gambia Law Revision Commission, die die gambischen Gesetze überarbeiten sollte. Im August 2011 wurde er zum Generaldirektor der Gambia Law School ernannt.
2012 wurde er zum Richter am Supreme Court Gambias ernannt. Im Juni 2015 wurde er mit anderen Richtern des Supreme Courts durch Präsident Jammeh entlassen. Dies wurde von den Medien mit dem Umstand in Verbindung gebracht, dass er und seine Richterkollegen zum Unwillen des Präsidenten einen Angeklagten, den früheren Kommandanten der Marine Konteradmiral Sarjo Fofana, der u. a. wegen Hochverrats angeklagt war, freigesprochen hatten. Die Entlassungen führten zur Handlungsunfähigkeit des Supreme Courts bis zum Machtwechsel in Folge der Präsidentschaftswahl 2016. Der neue Präsident Adama Barrow setzte Sock im Oktober 2017 wieder als Richter am Supreme Court ein. 2020 war er für die Wahl zum Richer am internationalen Strafgerichtshof nominiert; die Nominierung wurde jedoch wenige Tage vor der Wahl zurückgezogen. Im Dezember 2021 ging er in den Ruhestand.
Sock ist verheiratet und hat drei Kinder.

## Auszeichnungen
- Officer des Order of the Republic of The Gambia (ORG)[10]